# Gelbison Cilento Vallo della Lucania
L'Associazione Sportiva Gelbison Cilento Vallo della Lucania, conosciuta semplicemente come Gelbison, è una società calcistica italiana con sede nel comune di Vallo della Lucania, in provincia di Salerno. Prende il nome dall'omonimo monte. Milita in Serie D, quarta serie del campionato italiano di calcio

## Storia

### Dagli esordi al 1960
La Gelbison (dal nome dell'omonimo monte che la sovrasta), squadra di calcio che rappresenta il territorio cilentano, nacque nel 1926 come squadra di calcio di Vallo della Lucania.
Nel periodo dal 1926 al 1954, la squadra disputò molti incontri con squadre del comprensorio, con blasonate formazioni professionistiche quali Salernitana, Cavese, Potenza ed anche con diverse rappresentative Regionali e Militari.
Tra il 1954 e il 1956 si incominciò a sentire forte la necessità, da parte di tanti giovani e appassionati di calcio, di costituire una Società sportiva che partecipasse a campionati dilettantistici e desse inizio ad una regolare attività federale.
Nell'autunno del 1956 si costituì l’Unione Sportiva Gelbison Vallo che prese il nome dal Monte Sacro o Monte Gelbison (1704 metri) che sovrasta una parte del territorio cilentano. La Gelbison si iscrisse per la prima volta al campionato di II categoria montana nell'anno 1957/1958 e nell'anno successivo vinse tale torneo accedendo al campionato di prima divisione.

### Anni 2000
Dopo una prima metà di decennio trascorsa partecipando ai campionati regionali di Promozione ed Eccellenza, nella stagione di Eccellenza 2006/2007 arriva una storica promozione in Serie D.  I rossoblu terminarono il torneo al primo posto con 76 punti e senza subire sconfitte, stabilendo una serie di record per la categoria.
La prima stagione della Gelbison in Serie D (2007/2008), inserita nell'ostico girone I, si risolse con un ottimo 7º posto in classifica, sfiorando, per soli quattro punti, l'accesso ai play-off nazionali. La Gelbison riuscì a posizionarsi meglio di compagini campane più blasonate come la Turris e la Casertana. 
Nel campionato 2008/2009 (girone lucano/pugliese) la Gelbison retrocesse nel campionato di Eccellenza, che disputò per due stagioni, dal 2009 al 2011, peregrinando sui campi del Cilento a causa dei lavori di ristrutturazione a cui era  sottoposto lo stadio "Giovanni Morra" (notaio locale per anni  storico sostenitore anche economico della squadra). 

### Anni 2010
Nel campionato 2011/2012 la Gelbison si iscrisse di nuovo al campionato di Serie D, classificandosi al 12º posto.
Nella stagione 2012/2013, sotto l'effetto dell'impulso del nuovo  presidente  Toni Piccininno, la squadra  riuscì a classificarsi al 3º posto con ben 60 punti, subito dietro i blasoni di Messina e Cosenza. Nelle semifinali playoff,  vinse per 2 a zero sul  Città di Messina. Nella finale playoff, trovandosi ad affrontare il Cosenza al San Vito, uscì sconfitta per 3 a 0.
Nell'annata 2013/2014 la Gelbison  partecipò al Girone H dove, disputando ancora una volta un buon campionato, chiuse l'anno calcistico al 9º posto con 42 punti. Nell'annata seguente (2014/2015) si posizionò, nello stesso girone, al 7º posto con 49 punti in classifica.
Nella  stagione seguente (2015/2016) l'andamento fu altalenante.  La crisi societaria mise  a repentaglio la stagione calcistica nella quale la società cilentana non riuscì  a trovare la giusta quadratura. A dicembre, dopo vicissitudini societarie, la Gelbison vide cambiare i suoi  vertici ed improvvisò una campagna acquisti molto difficile.  La società  cambiò ben 3 tecnici posizionandosi, al termine del campionato, al 17º posto. Nella sfida finale di playout disputata a Leonforte, la Gelbison ottiene la permanenza in Serie D vincendo 1-0 grazie a Fabio De Luca, colonna portante a quei tempi della Gelbison. L’eroe della  giornata oltre all’autore della rete  fu però anche il portiere Bernardino  D’Agostino, che, nei minuti  finali di recupero, parò un rigore concesso alla squadra di casa che avrebbe mandato in Eccellenza la formazione campana.
La stagione 2016/2017  è stata una stagione di ripresa per la Gelbison. All'inizio del campionato è  riuscita  più volte a mantenersi nella  zona alta della classifica, rivelandosi la sorpresa del campionato, riuscendo infine a chiudere la stagione al 6º posto in classifica con 47 punti.
Nella stagione 2017/2018, la Gelbison ha partecipato al girone I del campionato classificandosi al 9º posto e chiudendo, ancora una volta, con  47 punti. 
Nella stagione 2018/2019 non è stata caratterizzata da una partecipazione facile, ma alla fine la squadra ha comunque evitato di cadere nella zona  playout, chiudendo il campionato con il 12º posto in classifica a 37 punti.
Nella stagione di Serie D 2019/2020 La Gelbison ha ottenuto il  7º posto in classifica, sia pure in un  campionato che è terminato in anticipo a causa della emergenza  determinata dalla epidemia di COVID-19.

### Anni 2020
Nella stagione di Serie D 2020/2021 la squadra termina la stagione al terzo posto  del  girone I, ottenendo sia il miglior piazzamento della sua storia, che il record di punti nella categoria (66). Il 15 maggio 2022, con la vittoria per 3-0 in casa del Troina, vince con un turno d'anticipo il girone I del campionato di Serie D, guadagnandosi per la prima volta nella sua storia l'accesso alla Serie C.

## Palmarès

### Competizioni interregionali
- Serie D: 1

2021-2022 (girone I)

### Competizioni regionali
- Eccellenza: 1

2006-2007 (girone B)
- Prima Categoria: 3

1972-1973, 1977-1978, 1984-1985
- Seconda Divisione Campania: 1

1958-1959

## Statistiche e record

### Partecipazione ai campionati
| Livello | Categoria                  | Partecipazioni | Debutto   | Ultima stagione | Totale |
| ------- | -------------------------- | -------------- | --------- | --------------- | ------ |
| 3º      | Serie C                    | 1              | 2022-2023 | 2022-2023       | 1      |
| 4º      | Serie D                    | 11             | 2014-2015 | 2025-2026       | 11     |
| 5º      | Serie D                    | 5              | 2007-2008 | 2013-2014       | 18     |
| 5º      | Promozione Campania-Molise | 5              | 1967-1968 | 1976-1977       | 18     |
| 5º      | Prima Categoria Campania   | 8              | 1959-1960 | 1966-1967       | 18     |